# Aloísio Pires Alves
Aloísio Pires Alves (Pelotas, 16 d'agost de 1963) és un exfutbolista brasiler, que ocupava la posició de defensa central. Va guanyar la medalla de bronze als Jocs Olímpics de 1988, però no va tenir tanta sort amb la selecció absoluta canarinha, donada la gran competència per les places.
Va militar a l'Sport Club Internacional i al FC Barcelona, club on va estar des de 1988 fins a 1990, i on va guanyar la Recopa d'Europa (1989) i la Copa del Rei (1990). Va ser titular en la final de la Recopa d'Europa de 1989, a Berna, que fou el primer trofeu de Johan Cruyff a la banqueta blaugrana i l'inici de l'èxit del “Dream Team”.
Després va signar pel FC Porto, on va passar la dècada dels 90, fins a la seua retirada el 2001. En eixe temps va ser un dels puntals del seu equip, amb qui va obtindre 7 lligues, 4 Copes i 7 Supercopes de Portugal.